# 星头啄木鸟
星头啄木鸟（学名：Yungipicus canicapillus）为啄木鸟科啄木鸟属的鸟类。该物种的模式产地在缅甸。是一種亞洲的鳥類物種，一些分類學權威仍將此物種歸類於啄木鳥屬（Dendrocopos）或Picoides。

## 描述
這是一種體型小而深色的啄木鳥，體長 14-16 cm，頭頂灰黑色，擁有深色的虹膜。背部呈黑白條紋，中央尾羽通常無條紋。其深棕色的腹部有顯著的深色條紋。牠的深灰色頭頂（雄鳥有紅色後頸），強烈的黑色眼紋，及薄薄的深色頰紋與寬闊的白色眉線和臉頰形成鮮明對比。

## 分布
其分布範圍從喜馬拉雅山脈和滿洲延伸至東南亞。其自然棲地包括亞熱帶或熱帶濕潤低地森林、亞熱帶或熱帶紅樹林和亞熱帶或熱帶濕潤山地森林。

## 亚种
- 星头啄木鸟东北亚种（学名：Yungipicus canicapillus doerriesi）。在中国大陆，分布于东北等地。该物种的模式产地在西伯利亚。[3]
- 星头啄木鸟台湾亚种（学名：Yungipicus canicapillus kaleensis）。分布于台湾等地。该物种的模式产地在台湾。[4]
- 星头啄木鸟华南亚种（学名：Yungipicus canicapillus nagamichii）。在中国大陆，分布于云南、贵州、广西、湖南、江西、广东、安徽、福建等地。该物种的模式产地在福建。[5]
- 星头啄木鸟云南亚种（学名：Yungipicus canicapillus obscurus）。在中国大陆，分布于云南等地。该物种的模式产地在云南。[6]
- 星头啄木鸟西南亚种（学名：Yungipicus canicapillus omissus）。在中国大陆，分布于贵州、四川、云南等地。该物种的模式产地在云南。[7]
- 星头啄木鸟普通亚种（学名：Yungipicus canicapillus scintilliceps）。在中国大陆，分布于辽宁、河北、山西、甘肃、山东、河南、江苏、安徽、湖北、浙江、福建等地。该物种的模式产地在北京。[8]
- 星头啄木鸟海南亚种（学名：Yungipicus canicapillus swinhoei）。在中国大陆，分布于海南等地。该物种的模式产地在海南。[9]
- 星头啄木鸟四川亚种（学名：Yungipicus canicapillus szetschuanensis）。在中国大陆，分布于甘肃、陕西、四川等地。该物种的模式产地在四川。[10]